# Marquard Freher

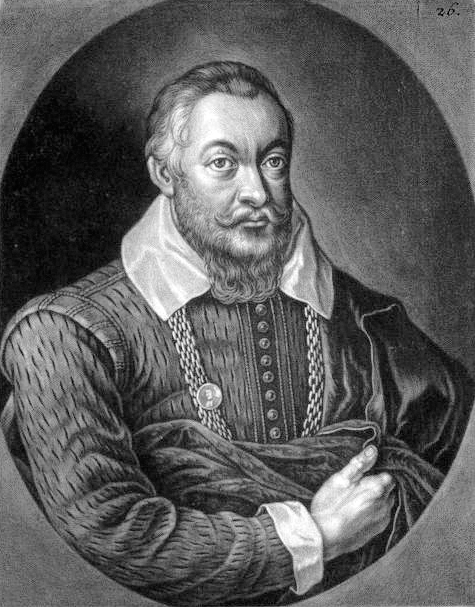
Marquard Freher, porträtiert von Johann Jakob Haid

Marquard Freher (* 26. Juli 1565 in Augsburg; † 13. Mai 1614 in Heidelberg) war ein deutscher Jurist, Historiker, Publizist, Diplomat und Staatsmann. Sein Berufsleben verbrachte er hauptsächlich in Heidelberg im Dienst der Kurpfalz.

## Leben
Die Familie Freher führte sich zurück auf ein altes Adelsgeschlecht von Weysach (Wyssach, Weissach), ihr Adel wurde 1588 in einem kurfürstlichen Wappenbrief anerkannt.
Marquard Freher studierte zunächst an der Universität Altdorf und wechselte dann, da in Altdorf keine rechtswissenschaftlichen akademischen Grade verliehen wurden, 1581 an die Universität Basel. Etwas später ging er nach Frankreich an die in Universität Bourges, wo er bei Jacques Cujas Rechtswissenschaften studierte, im April 1585 das Lizentiat und im Mai das Doktorat in bürgerlichem Recht erlangte. Bald nach seinem Studium trat er 1587 in die Dienste der kurpfälzischen Regierung ein und blieb dort bis zu seinem Tod. Im Jahr 1596 erhielt er eine Professur der Rechte für den Fachbereich Codex an der Universität Heidelberg, die er jedoch zwei Jahre später wieder aufgab. In den Folgejahren stand er als Rat im Dienst des Kurfürsten Friedrich IV. von der Pfalz, für den er verschiedene diplomatische Missionen, beispielsweise am polnischen Königshof, durchführte. 1606 wurde Freher Vizepräsident des kurpfälzischen Hofgerichts. Brieflichen Kontakt unterhielt er unter anderem zum Pfarrer und Chronisten Johann Jakob Rüeger. Im Jahr 1607 gelang ihm die (Wieder?)-erwerbung des Codex Manesse für die Palatina.
Sein handschriftlicher Nachlass ging in den Besitz des Heidelberger Verlegers und kurpfälzischen Hofbuchdruckers Gotthard Vögelin über, der drei darin enthaltene Schriften posthum herausgab.

## Familie
Marquard Freher heiratete 1593 Katharina († 16. April 1598), Tochter des kurtrierischen Leibarztes Heinrich Weyer und Enkelin von Johann Weyer. Mit ihr hatte er zwei früh verstorbene Söhne und eine Tochter namens Loysa Christina, die den Juristen Justinus Herdesianus heiratete. Frehers Frau Katharina wurde in der Peterskirche Heidelberg begraben.

## Schriften
- Herausgabe der Werke von Johannes Leunclavius (Frankfurt 1596, 2 Bde.)
- Origines Palatinae: In quibus praeter gentis & dignitatis Palatinae primordia, tum Haidelbergae & vicini tractus antiquitatem, multa scitu digna, quà ad universam Germaniam, quà ipsum Imperium Rom. Heidelberg 1599 (umgearbeitete und erweiterte Ausgabe 1612/1613; Nachdrucke 1686 und 1748).
- Germanicarum rerum scriptores aliquot insignes. 3 Bände, Frankfurt und Hanau 1600–1611 (neue Auflage von G. B. Struve, Straßburg 1717).
- Directorium in omnes fere, quos superstites habemus, chronologos, annalium scriptores et historicos potissimum Romani Germanicique Imperii. Frankfurt 1600 (neue Auflage Nürnberg 1734; Digitalisat der Erstausgabe).
- Rerum moscovitarum autores aliquot. Hanau 1600.
- Hrsg. von Johannes Trithemius: Opera historica, Teil 1 u. 2. Unveränd. Nachdr. der Ausgabe Frankfurt, Claudius, 1601. Minerva-Verlag, Frankfurt/M. 1966, ISBN 3-86598-190-9.
- Rerum bohemicarum scriptores aliquot antiqui. Hanau 1602.
- unter dem Pseudonym Weyrich Wettermann: Wetteravia Illustrata. Oder Historischer Bericht Von Der Wetterau, Rhingau, Westerwald, Lohngau, Haynrich, und andern an das Fürstenthum Hessen gräntzenden Landen. 1608 (neue Auflage 1731, Digitalisat der Neuausgabe).
- Corpus francicae historiae veteris. Hanau 1613 (neue Auflage von Köhler, Altdorf 1720).
- De Lupoduno antiquissimo Alemaniae oppido commentariolus. Gotthard Vögelin, Heidelberg 1618.
- D. Magni Ausonii Burdigalensis Mosella cum commentario Marq. Freheri. Gotthard Vögelin, Heidelberg 1619.
- Directorium in omnes fere chronologos romano-germanici imperii (neue Auflage von Köhler, Altdorf 1729).

## Editionen und Übersetzungen
- Marquard Freher: De Lupoduno. Die erste Beschreibung des alten Ladenburg von 1618. Lateinisch–Deutsch. Übertragen und erläutert von Hermann Wiegand (= Rhein-Neckar-Kreis. Bausteine zur Kreisgeschichte. Band 3). Rhein-Neckar-Kreis, Heidelberg 1998, ISBN 3-932102-02-9 (Faksimile und deutsche Übersetzung mit Anmerkungen und Nachwort).
- Wilhelm Kühlmann u. a. (Hrsg.): Die deutschen Humanisten. Abteilung 1: Die Kurpfalz. Band I/1: Marquard Freher. Brepols, Turnhout 2005, ISBN 2-503-52017-0 (Sammlung von Texten zur schriftstellerischen und editorischen Tätigkeit Frehers im Rahmen der Rezeption antiker und mittelalterlicher Literatur).